# Love Story (1970)
Love Story ist ein Film-Melodram aus dem Jahr 1970. Das Drehbuch schrieb Erich Segal, der Autor des gleichnamigen Romans. Die tragische Liebesgeschichte eines jungen Collegepaares wurde mit diversen Preisen ausgezeichnet und war einer der größten Filmerfolge in den frühen 1970er Jahren. 
Bei den Academy Awards 1971 wurde Francis Lai in der Kategorie "Beste Filmmusik" mit dem Oscar ausgezeichnet.

## Handlung
Die Studenten Oliver Barrett und Jenny Cavilleri lernen sich in Cambridge (Massachusetts) am dortigen Radcliffe College kennen, als Oliver in der Bibliothek, in der Jenny arbeitet, ein Buch ausleihen will. Oliver studiert an der Harvard Law School in Cambridge und ist ein beliebter Eishockeyspieler. Er stammt aus einem reichen, konservativen Elternhaus, Jenny hingegen ist die Tochter einfacher italienischer Einwanderer. Sie ist musikalisch äußerst begabt, liebt Bach, Beethoven und die Beatles und träumt davon, ihr Studium in Paris bei Nadia Boulanger fortzusetzen. Das ungleiche Paar beginnt eine Beziehung und beschließt trotz anfänglicher Schwierigkeiten zu heiraten. Oliver wendet sich von seiner Familie ab, da sein Vater mit einer sofortigen Heirat nicht einverstanden ist.
Das Paar vermählt sich per „self-made-wedding“ und zieht in ein bescheidenes Appartement, da Oliver jegliche Unterstützung von seinem Vater ablehnt und sich mit Aushilfsjobs durchschlagen muss. Jenny arbeitet indessen unterbezahlt als Musiklehrerin. Oliver beendet sein Studium an der Harvard Law School und erhält in New York eine Stelle als Anwalt, wodurch sich die finanzielle Situation des jungen Ehepaars deutlich verbessert.
Jenny geht zum Arzt, da sich ihr Kinderwunsch nicht erfüllt. Dabei stellt sich heraus, dass sie unheilbar an Leukämie erkrankt ist und nur noch wenige Monate zu leben hat. Oliver bittet seinen Vater um 5.000 Dollar, um Jenny die bestmögliche Therapie zu finanzieren, verschweigt aber aus Stolz den Grund seiner Bitte. Der Vater leiht ihm das Geld, da er glaubt, es sei für einen anderen Zweck. Die Krankheit lässt sich nicht lange hinauszögern, und Jenny stirbt in Olivers Armen.
Als er das Krankenhaus verlässt, trifft er auf seinen Vater. Dieser hat inzwischen erfahren, wofür sein Sohn das Geld tatsächlich benötigte. Er sagt Oliver, dass es ihm leid tue, woraufhin Oliver erwidert, dass Liebe bedeute, niemals um Verzeihung bitten zu müssen. Mit dieser Andeutung an Versöhnung endet der Film, wo er begann: Oliver sitzt auf einer Bank im Central Park und denkt an seine verstorbene Frau.

## Hintergrund
Das Drehbuch wurde von dem Literaturwissenschaftler Erich Segal geschrieben, dessen Roman 1970 ein Bestseller wurde. Segal ist auch Autor des Drehbuches von Yellow Submarine.
Der Film wurde am 16. Dezember 1970 in den USA uraufgeführt. Mit einem weltweiten Einspielergebnis von 106 Millionen Dollar zählt Love Story zu den größten Kinoerfolgen seiner Zeit. Da das Produktionsbudget nur 2,2 Millionen Dollar betrug, ist er außerdem einer der profitabelsten Filme der Kinogeschichte.
Aufgrund des Filmerfolgs blieb Jennifer von 1970 bis 1984 einer der beliebtesten Vornamen in den USA.
Auf ihrer Hochzeit rezitiert Jennifer das Sonnett XXII aus den Sonnets from the Portugese von Elizabeth Barrett Browning (When our two souls stand erect and strong).
Die Rolle des Oliver Barrett wurde auch Beau Bridges, Michael Douglas, Jon Voight, Peter Fonda, Michael Sarrazin und Michael York angeboten.
Als Rollenvorbild für Oliver Barrett gilt unter anderem Al Gore. Von politischen Gegnern wurde Gore unterstellt, er habe behauptet, seine Frau Tipper sei auch Vorbild für Jenny Cavalleri gewesen, was Segal, der beide zu Studienzeiten kannte, deutlich zurückwies. Tommy Lee Jones, der hier in einer kleineren Rolle als Olivers Mitbewohner sein Filmdebüt absolvierte, kannte Segal und Gore ebenfalls aus Studienzeiten.
Als Ali-MacGraw-Syndrom (original und englisch Ali MacGraw's Disease) wird nach Roger Ebert eine tödliche Krankheit im Film bezeichnet, bei der das einzige sichtbare Symptom ist, dass die Leidende bis zum Tode immer schöner wird.
Die Szene, in der Oliver die Einfahrt seines Elternhauses durchfährt, wurde am Landsitz Old Westbury Gardens gedreht.
Oliver Barrett fuhr in dem Film einen MG TC, der von 1945 bis 1950 gebaut wurde. Barrett Senior fuhr ein Jaguar E Convertible. Der Film spielt überwiegend im Winter.
Der Nachfolgefilm Olivers Story von 1978 konnte an den Erfolg des ersten Teils nicht anknüpfen.

## Auszeichnungen
Der Film gewann 1970 einen Oscar für die Filmmusik und war in sechs weiteren Kategorien (Bester Film, Bester Nebendarsteller, Beste Hauptdarstellerin, Bester Hauptdarsteller, Beste Regie, Bestes Original-Drehbuch) nominiert.

## Filmmusik
Beste Filmmusik 1970 (Oscarverleihung 1971):
- Francis Lai (Titelmelodie: „(Where Do I Begin?) Love Story“), Johann Sebastian Bach, Georg Friedrich Händel, Wolfgang Amadeus Mozart

Theme from Love Story wurde als Einzelstück bekannt, in einer gesungenen Version, unter anderem von Karel Gott, Sven Jenssen, Andy Williams („Schicksalsmelodie“) und französisch von Mireille  Mathieu (Une histoire d’amour).

## Filmkritiken
„Publikumswirksame, aber aufrichtige Umsetzung eines ernsten Themas.“

„Bestseller-Verfilmung, die eine Verbindung von Sentimentalität und wenig zimperlichen Dialogen praktiziert, dabei aber nicht über Oberflächlichkeiten hinauskommt. Einer der großen Kassenerfolge des Hollywoodkinos der frühen 70er Jahre.“

„Der Schmachtfetzen nach dem Bestseller von Erich Segal mixt bewährte Klischees. Er war einer der größten Kinohits der 70er […] und entfesselte bei Millionen Zuschauern Tränenströme.“